# Carmel-by-the-Sea (Kalifornia)
Carmel-by-the-Sea város az USA Kalifornia államában, Monterey megyében. Lakosainak száma 3220 fő (2020. április 1.).

## Népesség
A település népességének változása:

| 2010 | 3 722 |
| 2020 | 3 220 |